# Offenbacher Kreuz
Das Offenbacher Kreuz ist ein Autobahnkreuz in Hessen, das sich im Rhein-Main-Gebiet befindet. Hier kreuzen sich die A 661 (Taunusschnellweg), die A 3 (Oberhausen – Frankfurt am Main – Passau) und die B 3.

## Geographie
Das Kreuz liegt auf dem Gebiet der Stadt Offenbach am Main. Die umliegenden Städte sind Neu-Isenburg, Frankfurt, Heusenstamm, Dietzenbach und Dreieich. Es befindet sich etwa 5 km südlich der Frankfurter Innenstadt und etwa 20 km nördlich von Darmstadt.
Das Offenbacher Kreuz trägt auf der A 3 die Nummer 52, auf der A 661 die Nummer 17.

## Bauform
Das Kreuz besteht eigentlich aus zwei Teilen. Der Nordteil ist eine normale Gabelung, die die B 3 mit der A 661 verbindet. Der Südteil ist ein angepasstes Kleeblatt, das die A 661 mit der A 3 verknüpft.

### Ausbauzustand
Im Bereich des Kreuzes verlaufen beide Autobahnen auf sechs Fahrstreifen. Alle Rampen sind bis zur Zusammenlegung einspurig, danach zweispurig.

## Planungen
Ein Umbau des Offenbacher Kreuzes ist im Bundesverkehrswegeplan 2030 in der höchsten Kategorie Vordringlicher Bedarf – Engpassbeseitigung enthalten. Neben einer Entflechtung der Abbiegebeziehungen in den Verflechtungsbereichen, ist dabei vor allem ein Ersatz der indirekten Schleifenrampe aus Westen nach Norden durch eine zweistreifige halbdirekte Rampe, sowie ein zweistreifiger Ausbau der Verbindungsrampen zwischen A3 und der A661 aus und in Richtung Norden vorgesehen.

## Verkehrsaufkommen
Das Kreuz ist nach dem Frankfurter Kreuz und dem Autobahnkreuz Köln-Ost der meistbefahrene Straßenknotenpunkt Deutschlands mit etwa 242.000 Fahrzeugen pro Tag.
| Von                             | Nach                    | Durchschnittliche tägliche Verkehrsstärke | Durchschnittliche tägliche Verkehrsstärke | Durchschnittliche tägliche Verkehrsstärke | Anteil Schwerlastverkehr | Anteil Schwerlastverkehr | Anteil Schwerlastverkehr |
| Von                             | Nach                    | 2005                                      | 2010                                      | 2015                                      | 2005                     | 2010                     | 2015                     |
| ------------------------------- | ----------------------- | ----------------------------------------- | ----------------------------------------- | ----------------------------------------- | ------------------------ | ------------------------ | ------------------------ |
| AS Frankfurt-Süd (A 3)          | Offenbacher Kreuz       | 134.300                                   | 150.700                                   | 163.400                                   | 10,6 %                   | 16,1 %                   | 11,7 %                   |
| Offenbacher Kreuz               | AS Obertshausen (A 3)   | keine Daten                               | 119.700                                   | 151.900                                   | keine Daten              | 11,0 %                   | 11,1 %                   |
| AS Offenbach-Taunusring (A 661) | Offenbacher Kreuz       | 093.900                                   | 095.100                                   | 098.900                                   | 07,2 %                   | 07,4 %                   | 06,8 %                   |
| Offenbacher Kreuz               | AS Neu-Isenburg (A 661) | 071.200                                   | 066.500                                   | 069.500                                   | 05,9 %                   | 05,9 %                   | 05,3 %                   |